# Cascada de Manavgat
La cascada de Manavgat (en turco: Manavgat Şelalesi) es una caída de agua localizada en el curso del río Manavgat, cerca de la ciudad de Side, a 3 km al norte de Antalya, en Turquía. Su importante flujo corre en una amplia zona a medida que cae desde una altura baja.
El blanco de sus aguas, es producto de la formación de espuma de las cCataratas que fluyen con fuerza sobre las rocas. Cerca de las cataratas se encuentran frondosos jardines que ofrecen un lugar de descanso agradable.
La presa de Oymapinar está situada a 12 km  al norte del río. Durante las inundaciones, las cataratas de Manavgat pueden desaparecer bajo las aguas elevadas.